# ريشار فيرون

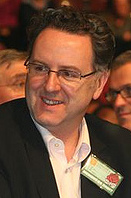
ريتشارد فيرون

ريتشارد فيرون (بالفرنسية: Richard Ferrand)،(ولد في 1 يوليو 1962 في روديز (أفيرون)، هو سياسي فرنسي، عضو المجلس الإقليمي والنائب منذ عام 2010 عن بريتاني فينيستير منذ عام 2012. وهو أيضا الأمين العام لحركة إلى الأمام. كان في الحزب الاشتراكي وأصبح في حركة إلى الأمام! مع إيمانويل ماكرون الرئيس المنتخب في عام 2017.

## دراسته

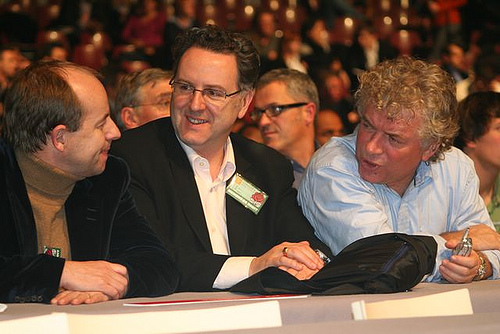
ريتشارد فيرون

بعد دراسته لمدة سنتين في مدينة بوند بألمانيا، حيث كان يحضر شهادة البكالوريا، تابع ريتشارد فيرون دراسة اللغة الألمانية والقانون في جامعة تولوز ثم باريس. في الوقت نفسه بدأ حياته المهنية كصحفي قبل العمل في مناصب مختلفة بما في ذلك مركز الصحافة. في عام 1988 أصبح المدير المساعد لوكالة تصميم وسائل الإعلام وكان مديراً فيها حتى عام 1990، وبعد ذلك أسس شركة استشارات في مجال الاتصالات، وأصبح مدير وكالة في مجال الرسم والتصاميم.
في عام 1991 انضم إلى مكتب كوفي يامغنان، كوزير الدولة للشؤون الاجتماعية والتكامل، وكمستشار خاص.
في عام 1998، أصبح المدير العام لالمتبادلة بروتاني. غادر هذا المنصب في يونيو 2012، ليكون نائباً.

## حياته السياسية

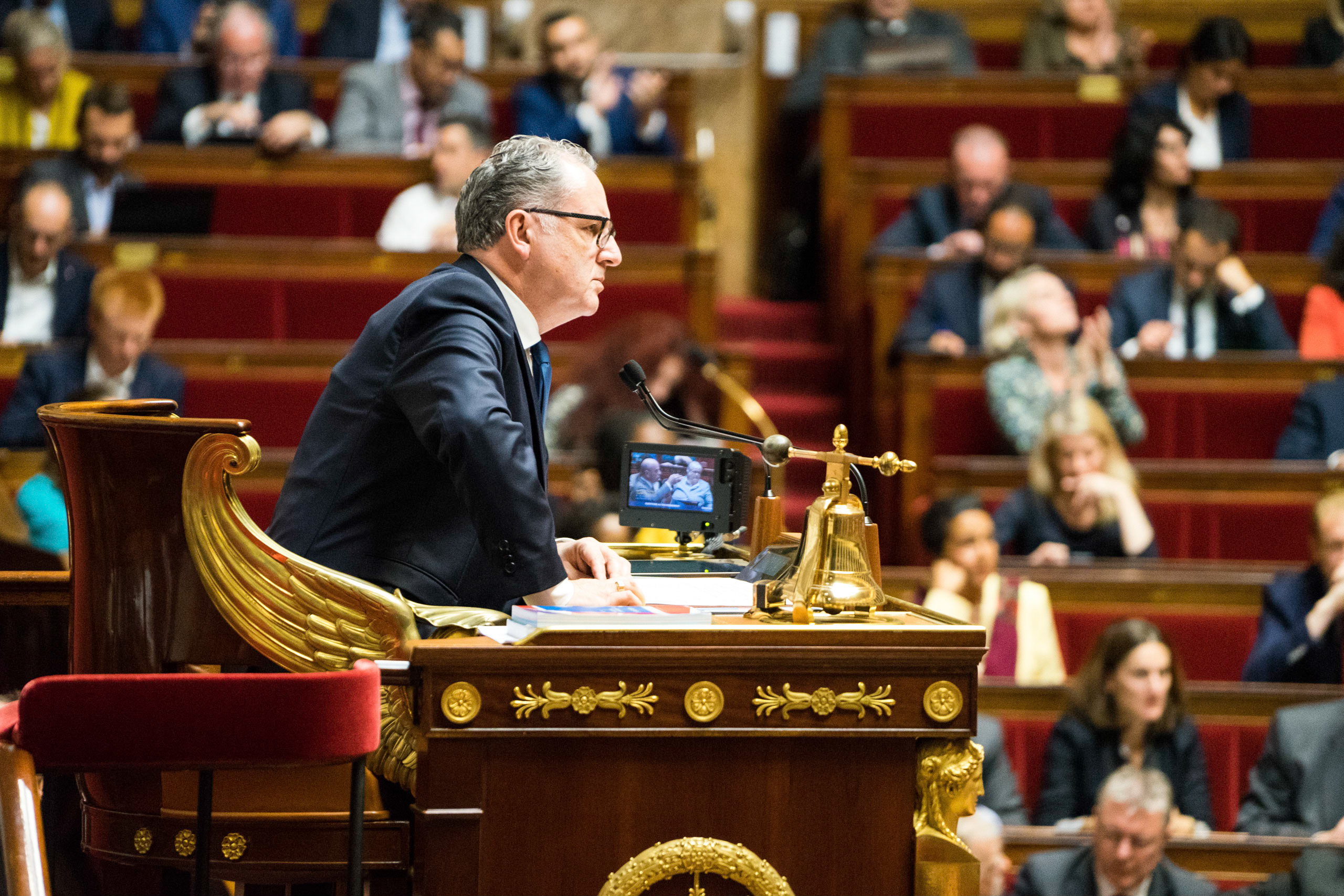
ريتشارد فيرون في الجمعية الوطنية

هو النائب الأول الذي انضم إلى إيمانويل ماكرون لتشكيل حركته إلى الأمام! وعين أميناً عاماً للحركة في أكتوبر / تشرين الأول 2016.
أعلن ريتشارد فيرون 8 أيار / مايو 2017، وذلك خلال مؤتمر لحركة إلى الأمام!، أنه سيكون مرشحاً في انتخابات عام 2017 للدورة السادسة عن مدينة فينيستير.